# Didymodon humboldtii
Didymodon humboldtii là một loài Rêu trong họ Pottiaceae. Loài này được (Herzog) E.H. Hegew. & P.D. Hegew. mô tả khoa học đầu tiên năm 1977.